# Кин, Уолтер
Уолтер Стенли Кин (англ. Walter Stanley Keane, 7 октября 1915 — 27 декабря 2000) — американский плагиатор. Обрёл популярность в 1960-х годах как художник широко растиражированных картин, изображавших детей с большими глазами. Как стало известно, картины были написаны его женой Маргарет Кин. Когда она рассказала о своей версии истории, Уолтер Кин нанёс ответный удар в статье газеты USA Today, в которой вновь утверждалось, что именно он был автором всех картин.
В 1986 году Маргарет Кин предъявила иск Уолтеру и USA Today. Во время рассмотрения иска о клевете судья потребовал, чтобы истцы нарисовали картину с большими глазами в зале суда, но Уолтер отказался, сославшись на боль в плече. После этого Маргарет воспроизвела картину для присяжных за 53 минуты. Суд присудил ей возмещение убытков в размере 4 миллионов долларов.

## Биография
Кин родился в Линкольне, штат Небраска, 7 октября 1915 года. Он и девять его братьев и сестёр родились от второго брака отца. Его мать, Алма Кристина (Джонсон) Кин, была родом из Дании, а его отец, Уильям Роберт Кин, был ирландского происхождения. Кин вырос недалеко от центра Линкольна и зарабатывал деньги на продаже обуви. В начале 1930-х годов он переехал в Лос-Анджелес, штат Калифорния, где учился в Los Angeles City College. Он переехал в Беркли, штат Калифорния, в 1940-х со своей женой Барбарой и стал заниматься недвижимостью. Оба супруга работали брокерами.
Их первый ребёнок умер почти сразу после рождения в больнице. В 1947 году у них родилась здоровая дочь Сьюзан Хейл Кин.
В 1948 году Кины путешествовали по Европе, остановившись в Гейдельберге и позднее в Париже. Когда они вернулись домой в Беркли, они занялись образовательным детским бизнесом под названием «Куколки Сьюзи Кин», обучая детей говорить по-французски с помощью кукол ручной работы, фонографических записей и книг. «Бальный зал» их большого дома стал конвейером по созданию расписанных вручную деревянных кукол с широко открытыми глазами и производству различных замысловатых костюмов. Куклы были проданы в дорогих магазинах, таких как Saks Fifth Avenue.
Барбара Кин позднее стала главой собственного отдела дизайна одежды в Калифорнийском университете в Беркли. Уолтер Кин впоследствии закрыл и своё агентство недвижимости, и компанию по производству игрушек, чтобы полностью посвятить себя живописи. Брак Уолтера и Барбары закончился разводом в 1952 году.
В 1953 году на уличной ярмарке Уолтер встретил художницу, делавшую наброски углём, Маргарет (Дорис Хокинс) Ульбрих. Маргарет вышла замуж за Уолтера Кина в 1955 году. Они расстались 1 ноября 1964 года. Во время брака и какое-то время после него Уолтер продавал картины своей жены как свои собственные, заработав около двух миллионов долларов за эти годы. Уолтер Кин женился на своей третьей жене, Джоан Мервин, после развода с Маргарет в 1965 году. У них родилось двое детей в начале 1970-х годов, когда они жили в Лондоне. Этот брак также закончился разводом.
Кин умер в возрасте 85 лет 27 декабря 2000 года в Энсинитасе, штат Калифорния.

## Картины
Впервые Кин выдал работы Маргарет за свои в 1957 году на художественной выставке под открытым небом, проходившей в Вашингтон-Сквер-парке в Манхэттене. Картины быстро нашли своих ценителей. В 1961 году The Prescolite Manufacturing Corporation приобрела Our Children и представила ее Детскому фонду ООН. Our Children находится в постоянной коллекции произведений искусства Организации Объединенных Наций. В 1965 году Кин был назван «одним из самых противоречивых и самых успешных действующих художников». Работы принадлежали многим знаменитостям и находились в нескольких постоянных коллекциях.
Кин дал интервью журналу LIFE в 1965 году. Он заявил, что на создание изображений детей с большими глазами его вдохновили события, когда он был студентом художественного факультета в Европе. «Моя психика была травмирована во времена моего обучения на художника в Европе сразу после Второй мировой войны, когда память о невинных людях была неизлечима. В глазах этих детей скрываются все ответы и все вопросы человечества. Если бы человечество заглянуло в душу юным, ему был бы не нужен план действий. Я хотел, чтобы другие люди тоже знали об этих глазах. Я хочу, чтобы мои картины попали вам прямо в сердце и заставили крикнуть: „Сделайте же что-нибудь!“». В том же интервью он заявил: «Никто не может изобразить глаза как Эль Греко и никто не может изобразить глаза как Уолтер Кин».
В 1970 году во время радиоэфира Маргарет Кин заявила, что она является настоящим создателем картин. Кины продолжали оспаривать авторство картин, и после того как Уолтер Кин предположил, что единственная причина, по которой Маргарет утверждала, что она была автором, заключалась в том, что она считала его мёртвым, Маргарет предъявила ему иск в федеральном суде за клевету. На слушании судья предписал Маргарет и Уолтеру нарисовать картину с большими глазами в зале суда. Уолтер отказался, сославшись на больное плечо, в то время как Маргарет завершила картину за 53 минуты. После трёх недель судебного разбирательства присяжные присудили Маргарет компенсацию в размере 4 миллионов долларов. Федеральный апелляционный суд оставил в силе приговор по делу о диффамации в 1990 году, но отменил компенсацию в размере 4 миллионов долларов США.

## «Большие глаза» Тима Бёртона
Тим Бёртон срежиссировал и спродюсировал фильм-биографию, основанную на жизни Маргарет Кин — «Большие глаза». В США фильм появился в прокате в декабре 2014 года. Кристоф Вальц играл Уолтера Кина, а Эми Адамс — Маргарет. Эми Адамс получила премию «Золотой глобус» за главную роль в драме.

## Дополнительные материалы
- Keane Perceptions. 12 декабря 1993. View, Part E, page 6. Архивировано 4 ноября 2012. Дата обращения: 12 декабря 2010.
- Kunen, James S. (23 июня 1986). Margaret Keane's Artful Case Proves That She—and Not Her Ex-Husband—made Waifs. People. Vol. 25 No. 25. Архивировано 11 сентября 2016. Дата обращения: 12 декабря 2010.
- Artist Wins Suit. The Pittsburgh Press. 5 июня 1986. Дата обращения: 9 декабря 2010.
- UPI (17 октября 1970). Controversial 'eyes'. Montreal Gazette. Google News Archive. p. 44. Дата обращения: 12 декабря 2010.
- Double Image. Youngstown Vindicator. Google News Archive. 10 декабря 1961. Дата обращения: 12 декабря 2010.
- Artist Challenges Ex-husband To Solve 'big Eye' Controversy. Lakeland Ledger. Google News Archive. 11 июля 1984. Дата обращения: 12 декабря 2010.
- The lady behind those Keane-eyed kids. Life Magazine. 20 ноября 1970. Vol. 69, No. 21 - p. 56. Архивировано 18 июля 2020. Дата обращения: 9 декабря 2010.
- Playboy Prince Says He's a Loner. The Modesto Bee. Google News Archive. 11 июля 1984. Дата обращения: 12 декабря 2010.
- Eve M. Kahn (15 мая 2014). Behind The Sad Eyes. The New York Times. Архивировано 28 сентября 2016.
- Dan Levy (4 января 2001). Keane, Artist Associated With Big-Eyed Portraits. SF Chronicle. Архивировано 19 марта 2021.